# Aciculites manawatawhi
Aciculites manawatawhi är en svampdjursart som beskrevs av Kelly 2007. Aciculites manawatawhi ingår i släktet Aciculites och familjen Scleritodermidae. Inga underarter finns listade i Catalogue of Life.